# Haukijärvet (Junosuando socken, Norrbotten, 750343-178972)
Haukijärvet är en sjö i Pajala kommun i Norrbotten och ingår i Torneälvens huvudavrinningsområde.